# 안젤라스 애쉬스
안젤라스 애쉬스(Angela's Ashes)는 영국, 미국, 아일랜드에서 공동 제작된 앨런 파커 감독의 1999년 드라마 영화이다. 에밀리 왓슨 등이 주연으로 출연하였고 스콧 루딘 등이 제작에 참여하였다.

## 출연

### 주연
- 에밀리 왓슨
- 로버트 칼라일
- 조셉 브린

### 조연
- 마이클 레게
- 폴린 맥클린
- 리암 카니
- 앤드류 베넷
- 이안나 맥리엄

## 제작진
- Line PD: 데이비드 윔버리
- 공동제작: 제임스 플린
- 공동제작: 모건 오설리반
- 미술: 제프리 커크랜드
- 의상: 콘소라타 보일
- 배역: 존 허바드
- 배역: 로스 허바드
- 배역: 줄리엣 테일러
- Ass-PD: 킷 골든